# Mucronothrus willmanni
Mucronothrus willmanni är en kvalsterart som beskrevs av Norton, Behan-Pelletier och Wang 1996. Mucronothrus willmanni ingår i släktet Mucronothrus och familjen Trhypochthoniidae. Inga underarter finns listade i Catalogue of Life.